# Capasa poliostola
Capasa poliostola là một loài bướm đêm trong họ Geometridae.